# Novemail-Histor-Laser Computer
Novemail-Histor-Laser Computer was een Franse wielerploeg die in 1993 en 1994 actief was en die werd geleid door de Nederlanders Peter Post en Theo de Rooij en de Belg Walter Planckaert. 

## Geschiedenis
Novemail-Histor-Laser Computer was een allegaartje van Nederlanders, Belgen en Fransen en ervaarde op een korte termijn behoorlijk veel succes. De ploeg nam tweemaal deel aan de Ronde van Frankrijk en droeg in 1993 drie dagen de gele leiderstrui met de Belgische sprinter Wilfried Nelissen.
De ploeg ontstond na de stopzetting van de Panasonic-ploeg van Peter Post. Hoewel de ploeg Novemail-Histor onder Franse vlag reed, waren de Belg Walter Planckaert en de Nederlanders Peter Post en Theo de Rooij ploegleiders. Cosponsor Histor, net als hoofdsponsor Novemail een bedrijf gespecialiseerd in decoratieve verven en lakken, was al eens eerder actief in de wielerwereld als hoofdsponsor van een ploeg; eind jaren 80 en begin jaren 90 met name, onder de naam Histor-Sigma. De ploeg had ook nog een derde sponsor: het bedrijf Laser was destijds een van de vele (opkomende) computerbedrijven die geld pompte in de wielersport.

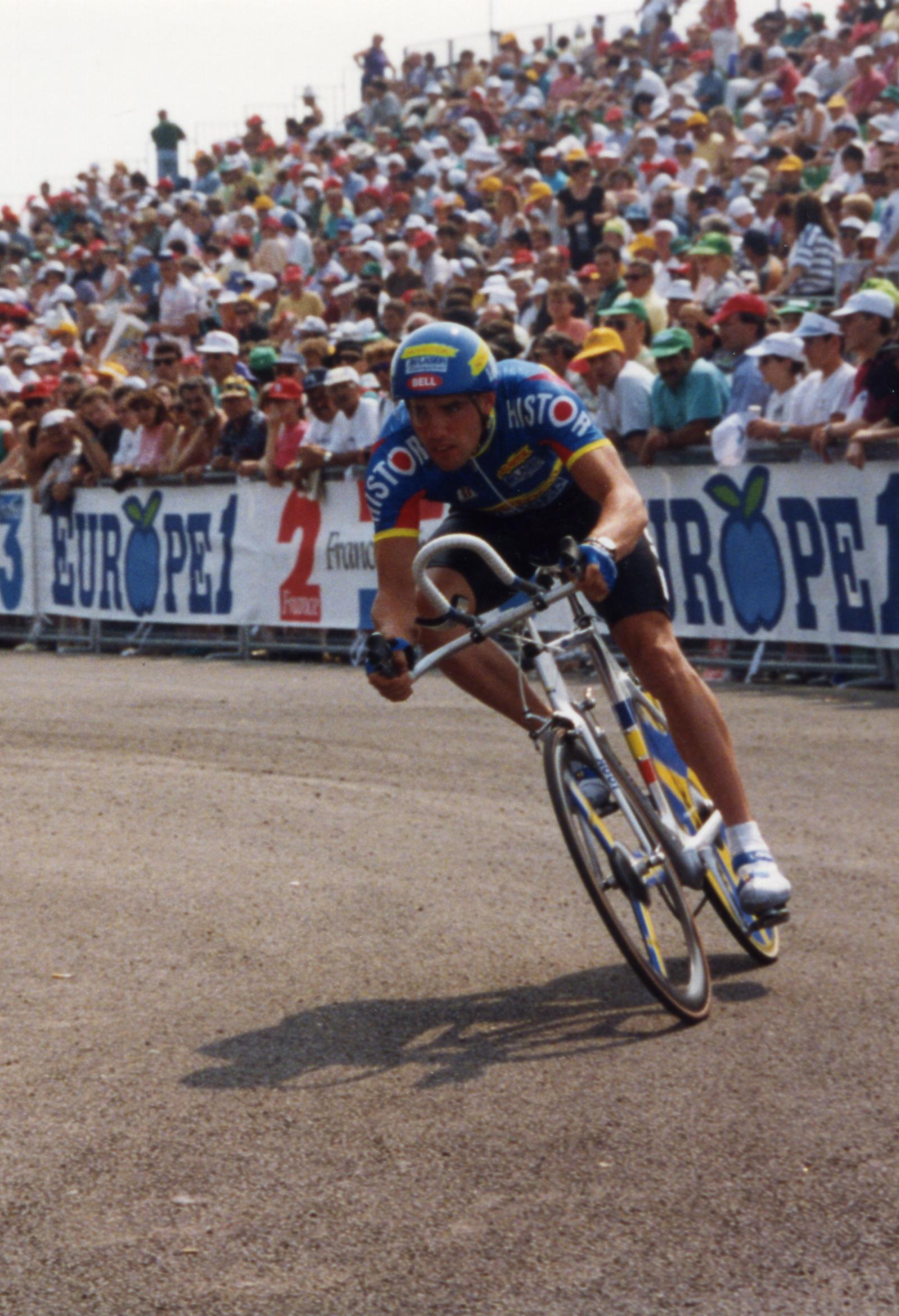
Wilfried Nelissen tijdens de Ronde van Frankrijk 1993

Novemail-Histor heeft gedurende haar korte bestaan enig succes geboekt op alle fronten van het wielrennen. In het voorjaar van 1993 won Wilfried Nelissen de Omloop Gent–Lokeren. In de zomer won de snelle Nelissen de tweede etappe in de Ronde van Frankrijk; een massasprint met aankomst in de Bretoense stad Vannes, waarbij hij ook de gele trui veroverde. Nelissen was twee dagen leider, tot en met de ploegentijdrit naar Avranches die werd gewonnen door GB-MG. De Italiaanse sprinter Mario Cipollini van GB nam de gele trui over. De volgende dag nam Nelissen de trui weer over in Évreux, waarna opnieuw Cipollini en diens GB-ploegmaat Johan Museeuw het algemeen klassement aanvoerden totdat de Spanjaard Miguel Indurain van de Banesto-ploeg ongenaakbaar was tot en met Parijs. Verder won de Rus Vjatsjeslav Jekimov – een klassiek renner, tijdrijder en toekomstig knecht van Lance Armstrong voor wie het nog de begindagen van zijn professionele loopbaan waren – een etappe in de Ronde van Zwitserland. De Nederlandse klimmer Eddy Bouwmans behaalde een ritoverwinning in het Critérium du Dauphiné. Bovendien won Charly Mottet de Ronde van de Middellandse Zee. 
1994 was meteen het laatste seizoen van Novemail-Histor. De klassieke renner Marc Sergeant kwam net als het voorgaande jaar voor de ploeg uit en ook de Duitse sprinter Marcel Wüst (later Festina) werd aangeworven. Sergeant won geen wedstrijd, maar Wüst schreef de eerste etappe in het Critérium du Dauphiné op zijn naam. Nelissen won voor de tweede opeenvolgende keer de Omloop Gent–Lokeren en werd daarbovenop ook Belgisch kampioen op de weg in het Vlaams-Brabantse Liedekerke. Vrijbuiter Ronan Pensec pikte evenals sprinter Wüst een ritzege mee in het Critérium du Dauphiné. Mottet won daarnaast een Alpenrit in Parijs-Nice die aankwam in Mandelieu-la-Napoule. Op 3 juli 1994 raakte Belgisch kampioen Wilfried Nelissen betrokken in een zware valpartij tijdens de Ronde van Frankrijk, toen hij op een agent van de Franse gendarmerie botste tijdens de massasprint in Armentières. Jerommeke keerde na zijn herstel terug in het peloton bij de Lotto-ploeg van Jean-Luc Vandenbroucke.
Na het seizoen 1994 stopten Novemail en Histor met sponsoring en werd de ploeg opgedoekt.

## Bekende wielrenners
- Eddy Bouwmans
- Dirk De Wolf
- Vjatsjeslav Jekimov
- Philippe Louviot
- Charly Mottet
- Wilfried Nelissen
- Ronan Pensec
- Jo Planckaert
- Eddy Schurer
- Marc Sergeant
- Cédric Vasseur
- Nico Verhoeven
- Marcel Wüst

## Belangrijkste overwinningen
1993
- 2e etappe Ronde van Andalusië: Wilfried Nelissen
- 3e etappe Ronde van Andalusië: Jo Planckaert
- 2e etappe Ronde van de Middellandse Zee: Charly Mottet
- Eindklassement Ronde van de Middellandse Zee: Charly Mottet
- 2e etappe Ronde van Murcia: Vjatsjeslav Jekimov
- 4e etappe Ronde van Murcia: Jo Planckaert
- Omloop Het Volk: Wilfried Nelissen
- 4e etappe Critérium du Dauphiné: Eddy Bouwmans
- 5e etappe Ronde van Zwitserland: Vjatsjeslav Jekimov
- 2e etappe Ronde van Frankrijk: Wilfried Nelissen

1994
- 1e en 3e etappe Ster van Bessèges: Wilfried Nelissen
- 4e etappe Ster van Bessèges: Nico Verhoeven
- 2e etappe Ronde van de Middellandse Zee: Wilfried Nelissen
- Omloop Het Volk: Wilfried Nelissen
- 7e etappe Parijs-Nice: Charly Mottet
- 1e etappe Critérium du Dauphiné: Marcel Wüst
- 6e etappe Critérium du Dauphiné: Ronan Pensec
- Belgisch kampioenschap op de weg: Wilfried Nelissen